# Rubus caesius
La zarza pajarera (Rubus caesius) "dewberry" o duberi es una planta de la familia de las rosáceas.

## Descripción
Es una planta espinosa, tumbada y pegada al suelo. Tiene espinas muy pequeñas si se compara con otras especies. Las hojas son trifoliadas. Flores blancas. Los frutos son moras con pocos granos bastante grandes, pruinosos cubiertas de una especie de cera. Los frutos son tempranos en pleno verano. En otoño sus hojas adquieren un color rojizo muy llamativo. Extendida por los sotos y riberas en alamedas, saucedas y fresnedas. Cada año se producen nuevos tallos por lo que se forman zarzales rápidamente.
Los frutos son muy buscados por los pájaros, de ahí su nombre vulgar.

## Distribución
Por toda Europa. Es habitual en la mitad norte de la península ibérica.

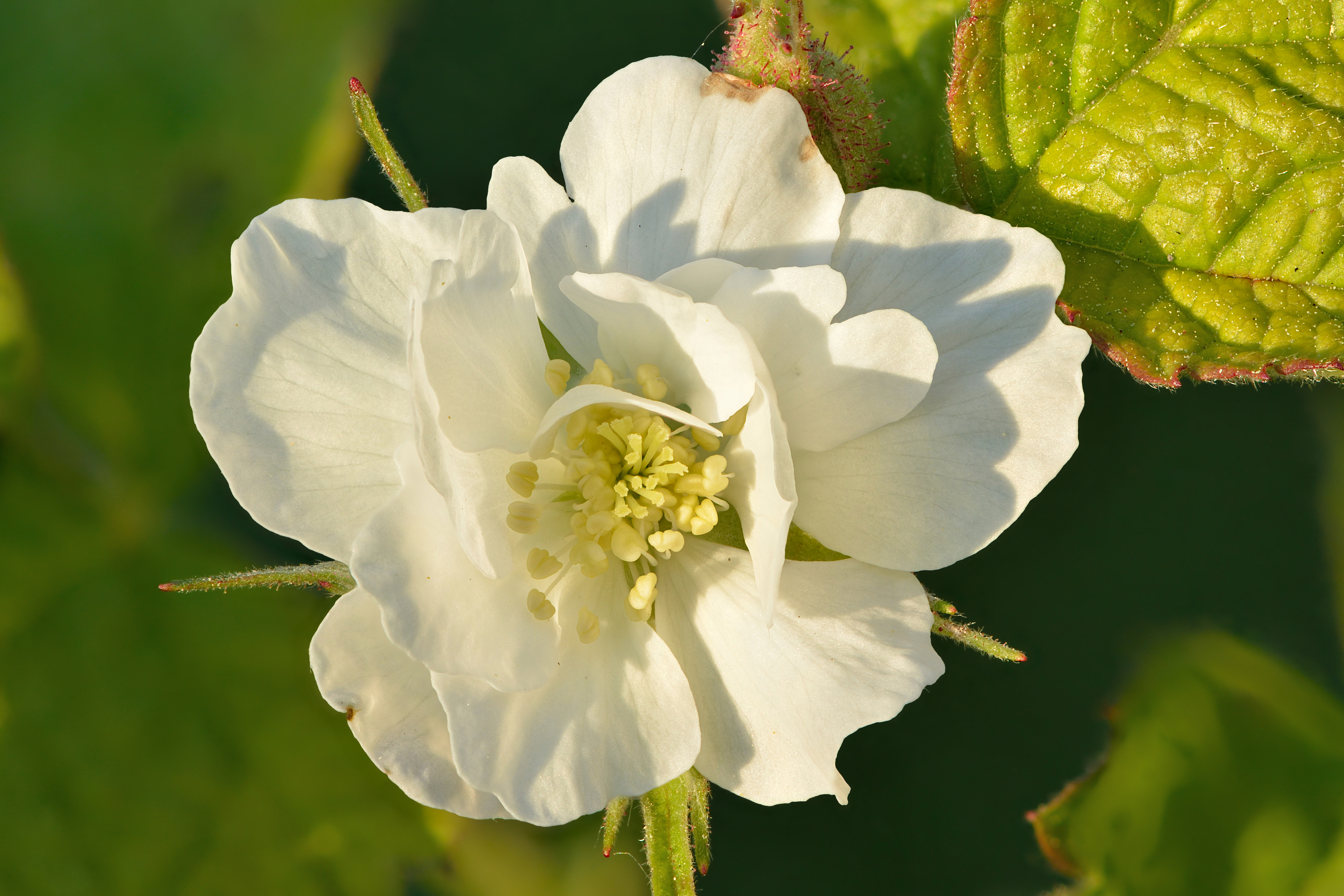
Flor

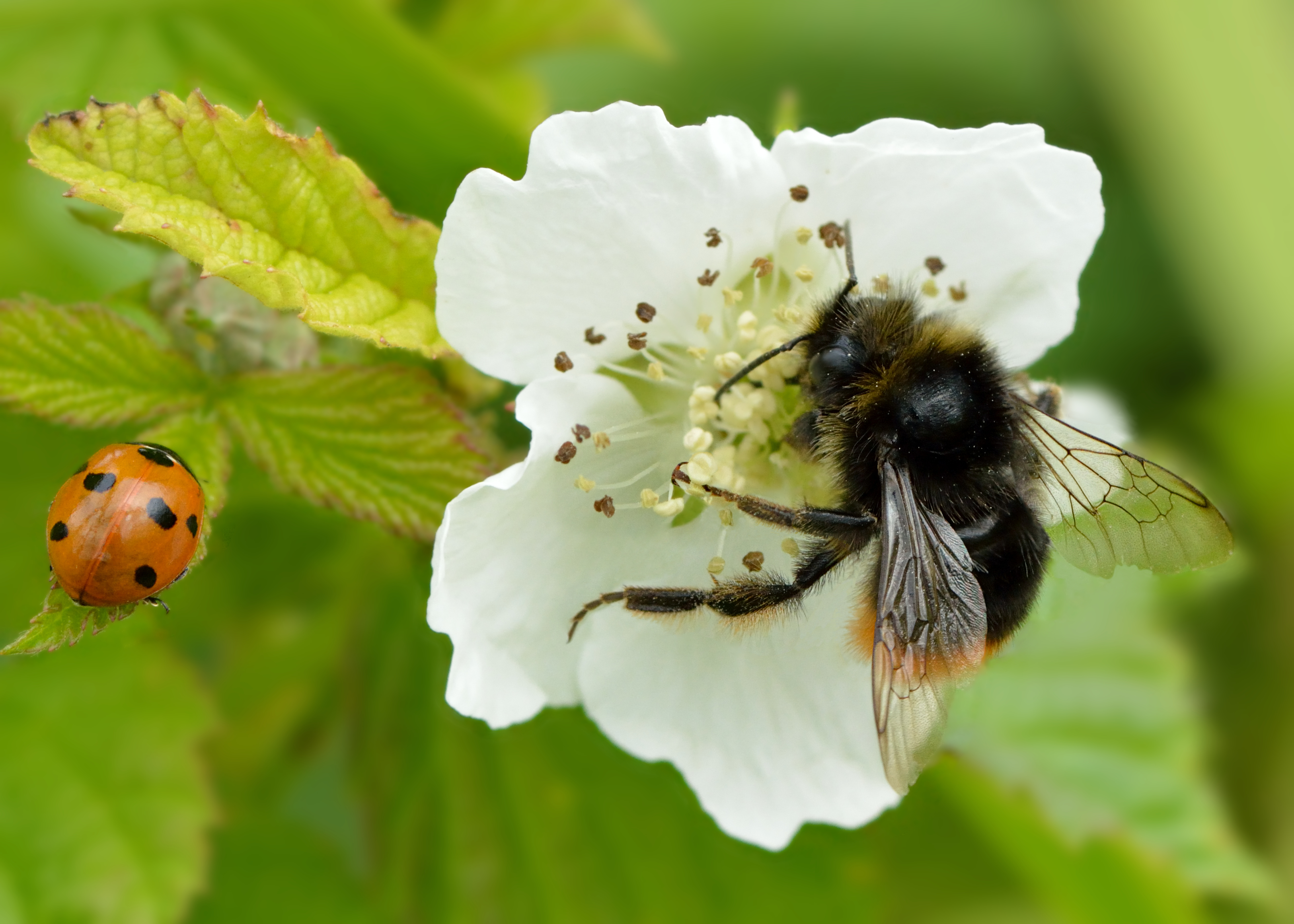

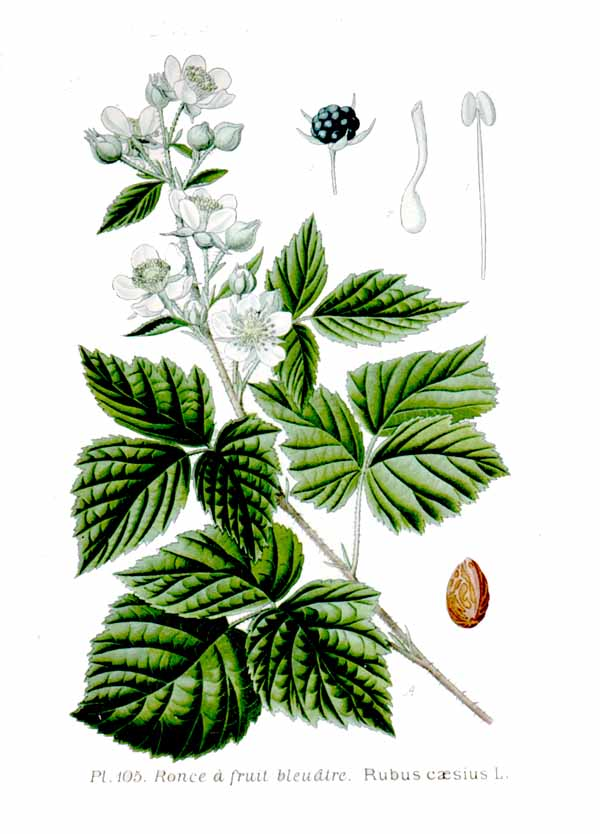
Ilustración

## Taxonomía
Rubus caesius fue descrito por Carlos Linneo y publicado en Species Plantarum 1: 493. 1753.
Etimología
Ver: Rubus
caesius: epíteto latíno que significa "de color azul grisáceo"
Sinonimia
- Rubus acheruntinus Ten.
- Rubus agrestis var. acheruntinus (Ten.) Ten.
- Rubus fruticosus var. agrestis (Weihe & Nees) Syme in Sm.
- Rubus fruticosus var. caesius (L.) Fiori in Fiori & Paol.
- Rubus fruticosus caesius (L.) Syme in Sm.
- Rubus herbaceus Pau
- Rubus humilis Bubani[4]
- Rubus sabulosus Sudre
- Rubus rivalis Genév.
- Rubus mitissimus Genév.
- Rubus ligerinus Genév.
- Selnorition caesium (L.) Raf.[5][6]

## Nombres comunes
- Espárragos de las zarzas, mora, mora de pajarilla, mora pajarera, mora pajariega, mora santiagueña, mora temprana, parrilla, uva indiana, zarceta de los rastrojos, zarza, zarza de los rastrajos, zarza de los rastrojos, zarza macho, zarzamora, zarzas casqueras, zarza terreña, zarzeta de los rastrojos.[7]